# Jeanne Vos
Jeanne Elisabeth Vos (Amsterdam, 30 april 1926 - Utrecht, 21 juni 2000) was een Nederlands violist.
Ze was dochter van huisschilder Hendricus Vos en Arendina Jeanne Geertrui, wonende aan de Kanaalstraat. Ze trouwde in 1951 in Amsterdam met medestudent en violist Bouw Lemkes.
Ze was een van de vele leerlingen van Jos de Clerck (Conservatorium van Amsterdam), Oskar Back (Muzieklyceum Amsterdam) en Gerardus Johannes Lingeman, een bekend vioolpedagoog in Amsterdam. Haar eerste optreden vond vermoedelijk plaats in 1940 tijdens een openluchtconcert in het Oosterpark. Daarna werd het stil met optredens in verband met de Tweede Wereldoorlog.
In de jaren vijftig was het echtpaar verbonden aan het Kunstmaandorkest maar timmerde het ook al als duo aan de weg binnen de kamermuziek. Ze speelde in het Nederlands Kamerorkest (1955-1959). In die periode gaf Vos ook les aan de Volksmuziekschool Amsterdam en verzorgde voorts nog het huishouden. Vanaf 1959 tot 1966 was ze samen met haar man violist en concertmeester in het Utrechts Stedelijk Orkest.
Ze traden veelvuldig op als vioolduo, zoals in 1960 in de kleine zaal van het Concertgebouworkest. De recensent van De Tijd omschreef het duo in werken variërend van de 18e (Joseph Haydn) tot de 20e eeuw (Jan Felderhof) als "Virtuozen die zich niet in techniek verliezen".
Gedurende de jaren bleef het duo optreden binnen allerlei stijlen waaronder dodecafonie en microtonaliteit, zoals werk van Adriaan Fokker. Er werden wel speciaal voor het duo werken geschreven door Hans Kox (Serenade voor twee violen), Henk Badings (onder meer Sonate V en Sonate VI, voor twee violen in het 31-toonsysteem), Bill Coates en Anton de Beer, die laatste was organist van het Fokkerorgel (31-toonsstemming). Ze brachten ze ten gehore in zowel Europa als Amerika.
Ondertussen gaf Jeanne Vos les aan het Conservatorium van Groningen en het Conservatorium in Zwolle. 
Van het echtpaar is vooralsnog één opname beschikbaar; ze speelde samen met Concert voor twee violen en orkest van Robert de Roos onder begeleiding van het Omroep Orkest onder leiding van Leo Driehuis.
Op 13 december 2020 verzorgden violisten Emmy Storms en Joseph Puglia een eerbetoon aan het duo in het Muziekgebouw aan 't IJ.